# الجامعة الأمريكية بالقاهرة
الجامعة الأمريكية بالقاهرة (بالإنجليزية: The American University in Cairo) هي جامعة مصرية، مستقلة و متعددة الثقافات والتخصصات، وتعتبر الجامعة واحدة من أكبر الجامعات التي توفر تعليم متميز باللغة الإنجليزية. تأسست في عام 1919 في ميدان التحرير في وسط العاصمة المصرية، القاهرة، وأصبح مقرها الحالي بالقاهرة الجديدة، ويوجد لها مجلس للأوصياء وبعض المكاتب الإدارية في نيويورك. كان الرئيس الأول لها هو تشارلز واتسون الذي ظل رئيساً لها لمدة 25 عاماً، والذي ولد بالقاهرة عام 1873. تقدم الجامعة تعليماً قائماً على النهج الليبرالي المعتمد على التفكير النقدي والتحليلي لطلاب البكالوريوس والدراسات العليا، وبرامج مهنية، بالإضافة إلى برامج التعليم المستمر.
يتوافد طلاب الجامعة من أكثر من 50 دولة حول العالم. ويأتي أعضاء هيئة تدريس الجامعة، والأساتذة غير المتفرغين، والأساتذة الزائرين، وتتضمن القائمة أكاديميين، ومهنيين، ودبلوماسيين، وصحفيين، وكُتاب وآخرين من الولايات المتحدة الأمريكية ومصر وبلدان أخرى من سائر أنحاء العالم، حيث أن تعدد الثقافات يضمن إثراء التجربة التعليمية للطلاب ويتيح الفرص للتواصل بين مختلف الخلفيات الثقافية.
تعد جميع البرامج الدراسية بالجامعة معتمدة من قبل لجنة الدول المتوسطة للتعليم العالي، والهيئة المصرية العامة لتأكيد الجودة واعتماد التعليم، ومن جهات الاعتماد الأمريكية، بالإضافة إلى أن البرامج الأكاديمية التي تقدمها الجامعة معتمدة اعتماداً خاصاً من منظمات مهنية أخرى معترف بها عالمياً.

## تاريخ الجامعة
أسس واتسون الجامعة الأمريكية بالقاهرة في عام 1919 لخدمة التعليم والمجتمع في منطقة الشرق الأوسط. لعب واتسون، الرئيس المؤسس للجامعة، دوراً كبيراً في رسم الملامح الأولى للأعوام السبع والعشرين الأولى من تاريخ الجامعة، حيث كان يهدف إلى إنشاء جامعة توفر تعليماً للدراسات التأسيسية باللغة الإنجليزية يسهم في بناء قادة المستقبل في مصر والمنطقة، وذلك من خلال غرس قيم الانضباط إلى جانب تنمية الشخصية القوية والمهارات الفكرية.
أنشئت الجامعة لتكون مدرسة ثانوية وجامعة في نفس الوقت. تم افتتاح المدرسة الثانوية في أكتوبر 1920، وشملت الدراسة آنذاك فصلين دراسيين يعادلان السنتين الأخيرتين من المرحلة الثانوية الأمريكية وتضمنت 142 طالباً. وتم منح أول شهادات للتخرج بدرجة جامعية متوسطة لعشرين طالب في عام 1923.
وشهد عام 1928 قبول أوراق التحاق أول طالبة بالجامعة حيث كانت الدراسة قبل ذلك الحين مقصورة على الذكور فقط. وفي العام نفسه، تم تخريج أول دفعة لطلاب بكالوريوس الآداب والعلوم، بينما تم إطلاق درجة الماجستير لأول مرة في عام 1950.
اقتصرت مجالات الدراسة بالجامعة في البداية على العلوم والفنون فضلا عن علوم التربية. وفي عام 1921، تم إنشاء كلية الدراسات الشرقية، ثم قسم الامتداد العلمي عام 1924 والذي أطلق عليه لاحقاً قسم الخدمة العامة، ثم تغير اسمه إلى مركز تعليم الكبار والتعليم المستمر. وفي عام 1951، تم إغلاق قسم المدرسة الثانوية والتي كانت معروفة باسم مدرسة لينكولن.
وفي عام 1956، تم إدراج كلية الدراسات الشرقية تحت كلية الآداب والعلوم باعتبارها مركزاً للدراسات العربية، كما تم إنشاء معهد اللغة الإنجليزية في نفس العام. وفي عام 1961، تم إيقاف كلاً من كلية التربية والشهادات الخاصة لشعبة الخدمات العامة، حيث تم دمج جميع الدرجات الجامعية تحت مظلة أكاديمية واحدة وهي كلية الآداب والعلوم، وتم توسيع المناهج الدراسية لتشمل علم الاجتماع، وعلم الأنثروبولوجيا، والعلوم السياسية، والاقتصاد، كما تم تطوير مناهج العلوم الطبيعية، وتم إنشاء وحدتين للبحوث التطبيقية وهما مركز البحوث الاجتماعية في عام 1953 ومركز تنمية الصحراء في عام 1979 لدعم التنمية المستدامة في المناطق الصحراوية المستصلحة في مصر، ويُكمل إرثه الآن معه البحوث للبيئة المستدامة. ويعتبر إطلاق البرامج الأكاديمية العلمية أحد العلامات الهامة في تاريخ الجامعة حيث تم إنشاء أقسام الهندسة، وعلوم الكمبيوتر، والصحافة والإعلام، وعلوم الإدارة لنيل شهادات البكالوريوس والماجستير.
وفي عام 1960، التحق بالجامعة حوالي 400 طالب، وبحلول عام 1969 تضاعف عدد الطلاب الملتحقين بالجامعة ثلاثة أضعاف ليصبح عددهم أكثر من 1300 طالب وطالبة، من بينهم 450 من طلاب الدراسات العليا. واستمرت أعداد الطلاب الملتحقين بالبرنامج الأكاديمي في تزايد حتى وصلت إلى أكثر من 5000 طالب وطالبة، بالإضافة إلى 1000 من طلاب الدراسات العليا.
كما عملت الجامعة على التوسع بقسم تعليم الكبار، الذي يخدم الآن ما يقرب من 40,000 من الطلاب الملتحقين بدراسة خارج نظام الساعات الدراسية، والبرامج التدريبية التي تقدمها كلية التعليم المستمر، المعروفة سابقاً بمركز تعليم الكبار والتعليم المستمر.

## الحرم الجامعى الجديد
في سبتمبر 2008، انتقلت الجامعة إلى الحرم الجامعي الجديد بالقاهرة الجديدة الذي يمتد على مساحة 260 فدان، والذي صُمم لاستيعاب عدد 5500 من الطلاب و1500 من أعضاء هيئة التدريس والموظفين. يوفر الحرم، والذي بلغت تكلفة بناؤه 400 مليون دولاراً أمريكياً، أحدث المرافق والإمكانيات للطلاب وأعضاء هيئة التدريس القادمين من جميع أنحاء العالم، ذلك بجانب موافاة معايير الحفاظ على البيئة. يتميز الحرم الجامعي بتصميماته المعمارية المصرية، كما يوفر المرافق الحديثة المصممة لتكون في متناول الأشخاص ذوي الإعاقة.
قامت الجامعة بتشييد هذا الحرم بالقاهرة الجديدة بهدف تعزيز التفاعل والتواصل لكل من الطلاب وأعضاء هيئة التدريس والموظفين بالجامعة. يضم الحرم الجامعي الفصول الدراسية الحديثة والمعامل وقاعات المحاضرات، وأيضاً المرافق الهامة الأخرى التي تساعد على إثراء الحياة التعليمية بالجامعة.
عبر تاريخها الطويل، التزمت الجامعة بتلبية احتياجات المنطقة إزاء التطبيقات العملية والتخصصات المهنية، كما عملت الجامعة أيضاً على تعزيز تعليم الدراسات التأسيسية، الذي يقر على جميع طلاب البكالوريوس، بغض النظر عن تخصصاتهم، دراسة العلوم الإنسانية والعلوم الطبيعية والاجتماعية كجزء من المنهج الدراسي المقرر. وبالإضافة إلى دورها الأكاديمي، التزمت الجامعة أيضاً ببث روح التفاهم في جميع أنحاء العالم وبين الثقافات والأديان المختلفة.
منح معهد الأراضي الحضرية الأمريكي الجامعة جائزة خاصة لتصميم وبناء الحرم الجامعي بالقاهرة الجديدة، وذلك من حيث ترشيد الطاقة، والفن المعماري، وما يقدما للتنمية المجتمعية.
كما يوجد لها فرع أخر بمدينة الجونة بالغردقة بمحافظة البحر الأحمر.

## الإدارة
رؤساء الجامعة
- أحمد دلال (2021 - حاليا)
- فرانسيس ريتشياردوني (2016 – 2021)[9]
- توماس توماسون (2015 – 2016)
- ليسا أندرسون (2011 – 2015)
- ديفيد أرنولد (2003 – 2011)
- جون جرهارت (1998 – 2003)
- دونالد ماكدونالد (1990 – 1997)
- ريتشارد بيدرسون (1977 – 1990)
- سيسيل بيرد (1974 – 1977)
- كريستوفر ثورون (1969 – 1974)
- توماس بارتلت (1963 – 1969)
- رايموند ماكلين (1954 – 1963)
- جون بادو (1944 – 1953)
- تشارلز واتسون (1919 – 1944)

## الأكاديميات
الكليات
يقدم الحرمان الجامعيان معاً أكثر من 37 برنامج لدراسات البكالوريوس و44 برنامج للدراسات العليا وبرنامجان للدكتوراة، وذلك من خلال 5 كليات.
الكليات التي تقدم دراسات البكالوريوس والدراسات العليا:
- كلية إدارة الأعمال (كلية أنسي ساويرس لإدارة الأعمال)[11]
- كلية العلوم الإنسانية والاجتماعية
- كلية الشئون الدولية والسياسات العامة
- كلية العلوم والهندسة
- كلية التعليم المستمر

مراكز الأبحاث
- مركز إتاحة المعرفة من أجل التنمية
- منتدى الجامعة الأمريكية بالقاهرة
- مركز دراسات الهجرة واللاجئين
- مركز دراسات الترجمة
- معهد سينثيا نيلسون لدراسات المرأة والنوع
- مركز توثيق النشاط الاقتصادي
- مركز الخازندار للبحوث والنماذج التجارية
- مركز جون د. جرهارت للعطاء الاجتماعي والمشاركة المدنية والمسئولية الاجتماعية
- مركز دراسات الشرق الأوسط
- مركز الأمير الوليد بن طلال بن عبد العزيز آل سعود للدراسات والبحوث الأمريكية
- معهد البحوث للبيئة المستدامة
- مركز البحوث الاجتماعية
- مركز يوسف جميل لأبحاث العلوم والتكنولوجيا
- مركز كمال أدهم للصحافة الرقمية والتليفزيونية
- مركز التنمية المستدامة
- معهد الصحة العالمية والبيئة البشرية

التصنيفات
في عام 2018، تصدرت الجامعة المركز الأول في مصر والمركز الثالث في أفريقيا طبقاً لتصنيف كيو إس العالمي للجامعات (والذي أعدته شركة كواكواريلي سيموندس البريطانية والمختصة بالتعليم الجامعي)، وذلك في التقرير الصادر لعام 2015 - 2016، كما احتلت المركز 345 عالمياً.
وتم تصنيف عشرة برامج دراسات عليا تقدمها الجامعة الأمريكية بالقاهرة ضمن أفضل برامج للدراسات العليا في أفريقيا، وضمن أفضل 200 برنامج للماجستير على مستوى العالم، وذلك في تقرير Eduniversal عن العام الأكاديمي 2015-2016. حصلت ستة من هذه البرامج على المركز الأول في مجالها وتشمل ماجستير الشئون الدولية، وماجستير الإدارة العامة، وماجستير الآداب في الصحافة والإعلام بكلية الشئون الدولية والسياسات العامة، والماجستير التنفيذي في إدارة الأعمال، وماجستير الاقتصاد بكلية إدارة الأعمال، وماجستير الهندسة الكهربائية بكلية العلوم والهندسة.
تم اختيار برنامج الأمم المتحدة للبيئة إدراج ممارسات الاستدامة التي تطبقها الجامعة بحرمها بالقاهرة الجديدة في دليل أدوات الجامعات الخضراء Green Universities Toolkit كنموذج عالمي لمؤسسة تعليمية خضراء، تنخفض بها انبعاثات الكربون. تعد الجامعة واحدة من الجامعتين المذكورتين من أفريقيا فقط بهذا الدليل.
تم اختيار الجامعة كمؤسسة التعليم العالي الوحيدة من خارج الولايات المتحدة الأمريكية وكندا في تقييم برينستون لعام 2015 لدليل الكليات الخضراء «الأكثر مسئولية بيئياً».

## الحياة الطلابية
الأنشطة الطلابية
لدى الجامعة 70 نادي أو منظمة طلابية في العديد من المجالات،  مثل الخدمة المجتمعية، والحكومة الطلابية، والأنشطة الثقافية والأكاديمية، والمؤتمرات الطلابية، منها على سبيل المثال وليس الحصر:
- نموذج الأمم المتحدة
- نموذج جامعة الدول العربية
- نادي الفلك
- مجلة AUC Times

السكن الطلابي
يقع السكن الطلابي بحرم الجامعة بالقاهرة الجديدة تحت إشراف مكتب السكن الطلابي. يقوم المكتب بمساعدة الطلاب على الانتقال بسكنهم والتأقلم مع الحياة الجامعية، فضلاً عن تنظيم الفعاليات الاجتماعية لهم. يتكون السكن الطلابي من 12 وحدة، 5 للذكور و7 للإناث.

## من خريجي الجامعة
- يوسف عبد اللطيف جميل - مؤسس مجموعة يوسف عبد اللطيف جميل
- مأمون عبد القيوم - الرئيس السابق لجمهورية المالديف
- محمد شفيق جبر - العضو المنتدب ورئيس مجموعة أرتوك للاستثمار والتنمية
- نبيل فهمي - وزير الخارجية المصرية السابق، والسفير السابق لدى الولايات المتحدة الأمريكية واليابان، العميد المؤسس لكلية الشئون الدولية والسياسات العامة بالجامعة الأمريكية بالقاهرة
- طارق عامر - محافظ البنك المركزي المصري[16]
- كريم فاروق رمضان - المدير العام لشركات مايكروسوفت الخليج
- رانيا العبد الله - ملكة المملكة الأردنية الهاشمية [17]
- هيفاء المنصور - أول مخرجة أفلام سعودية
- عمر سمرة - المؤسس والرئيس التنفيذي لشركة وايلد جوانابانا للسياحة، وأول مصري يتسلق جبل إفرست وأعلى سبع قمم في العالم
- كارولين ماهر - مصنفة ضمن أكبر لاعبي التايكندو في العالم [18]
- محمد إمام، ممثل مصري
- أحمد الغندور، صانع محتوى.[19]

## من أعضاء هيئة تدريس الجامعة
- أنطوني كولدربانك
- إيما بونينو - مفوضة سابقة بدائرة المساعدات الإنسانية في المفوضية الأوروبية
- جلال أمين - خبير اقتصادي مصري
- جرهام هارمان - فيلسوف معاصر في علم ما وراء الطبيعة
- حسن الشامي
- سليمة إكرام - عالمة رائدة في علم المصريات، وخبيرة في مومياوات الحيوانات
- كينت ويكس - عالم رائد في علم المصريات، أطلق مشروع وضع خريطة أثرية لمدينة طيبة
- لورانس رايت - صحفي ومؤلف أمريكي، وحائز على جائزة بوليتزر
- ليزا ج. وايت أستاذة للغة العربية ومترجمة أدبية.
- ويليام غرانارا: أستاذ للغة والأدب العربيين، ومترجم أدبي.
- نللي حنا: بروفيسورة فخرية ورئيسة قسم الحضارات العربية والإسلامية.[20]

## وصلات خارجية
- الموقع الرسمي